# Common Affairs
Common Affairs is een Nederlands architectenbureau opgericht door Jos van Eldonk, Mariëtte Broesterhuizen, Mirko Post en Berend Hoffmann en heeft zijn hoofdkantoor in Amsterdam. Het bureau is opgericht op 1 september 2016 toen Jos van Eldonk en Sjoerd Soeters werkzaam binnen het bureau Soeters Van Eldonk architecten hun werk binnen dit bureau neerlegden en ieder hun eigen bureau oprichten.

## Portfolio
- Stadswinkel, Tilburg (2013-2023)
- SugarCity, Halfweg (2000 - heden)
- Amsterdam The Style Outlets, Halfweg (2014-2020)
- Bibliotheek Rijn en Venen, Alphen aan den Rijn (2016-2020)
- Plein 1944, Nijmegen (2003 - 2014)
- Theater Cool, Heerhugowaard (2004 - 2008)
- Nieuw Zaailand, Leeuwarden (2005 - 2011)
- 023 De Entree, Haarlem (2007 - heden)
- New Energy Institute, Wuhan (2010 - 2015)
- Blauwe Wetering, Haarlem (2015 - heden)
- Plaza West, Haarlem (2015 - heden)
- Gustoterrein, Schiedam (2019)
- Suikersilo's SugarCity, Halfweg (2002-2008)